# 摩擦鑽孔

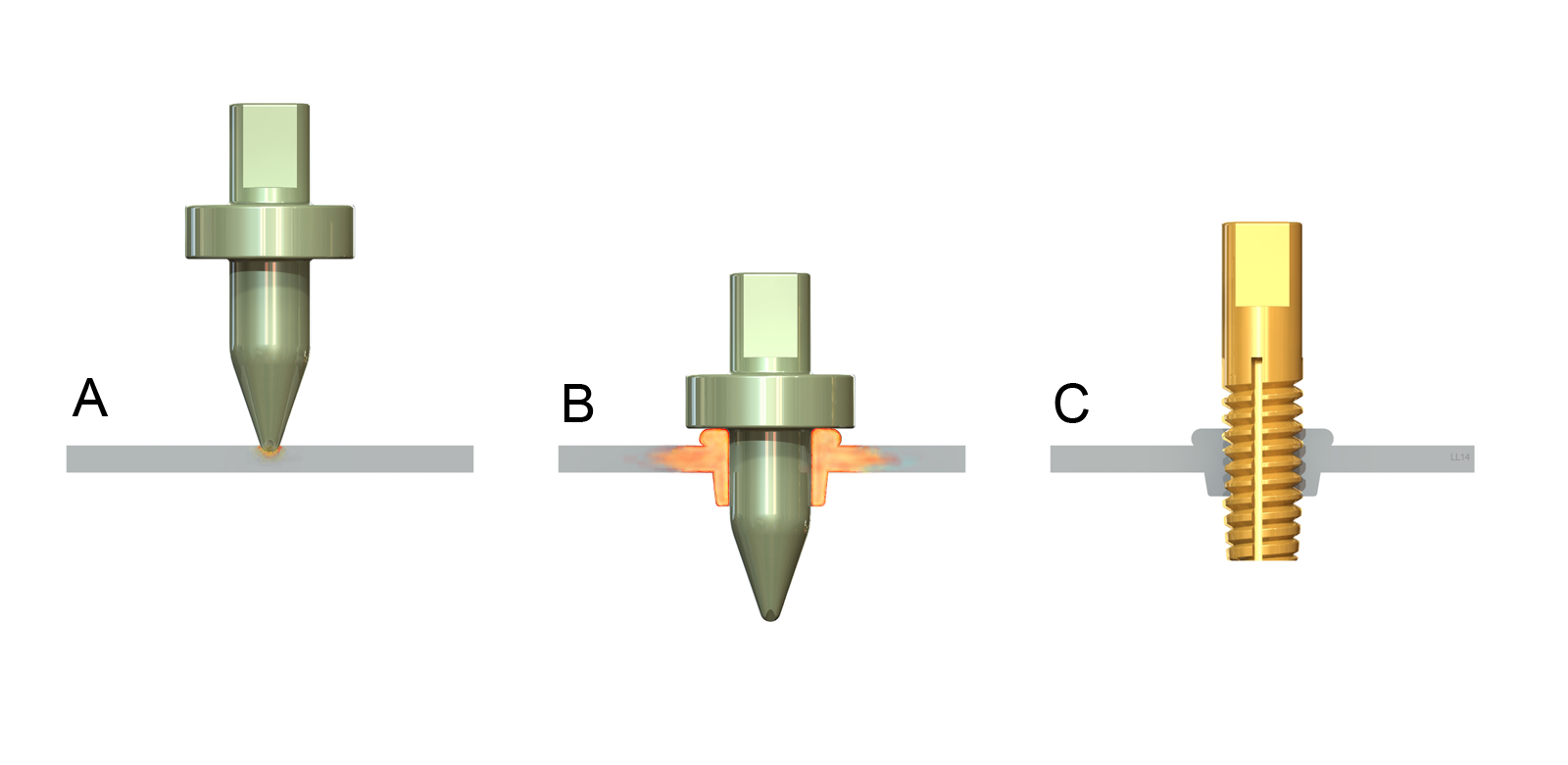
摩擦钻孔基本步骤: A. 产生压力 B. 加热穿透. C. 攻丝

摩擦钻孔是一种薄板钻孔加工方法，依靠钻具高速旋轉和钣金件摩擦产生的热量将工件进行软化、进而穿透并变形生成为凸台状，稱為軸襯，其長度大約3 ~ 4倍工件厚度。摩擦钻孔是一个清洁的无钻屑产生的过程，由于生产效率高和产品质量好，并能极大地减少材料的浪费和对环境的污染，应用前景广阔。